# Heike Selmer
Heike Selmer (geb. vor 1988) ist eine deutsche Modedesignerin und Professorin für Mode im Fachbereich Kunst der Hochschule für Gestaltung Offenbach am Main. 

## Biografie
Selmer studierte von 1988 bis 1993 Modedesign in England. 1993 schloss sie ihr Studium am Royal College of Art in London mit einem Master of Arts ab. 
Von 2003 bis 2006 unterrichtete Selmer als Lehrbeauftragte und Gastprofessorin an der Hochschule für Gestaltung Offenbach. Im Herbst 2006 wurde sie als Professorin für Modedesign an die  Kunsthochschule Berlin-Weißensee berufen. 2010 gründete sie dort gemeinsam mit der Designerin und Künstlerin Zane Berzina und der Industrialdesignerin Susanne Schwarz-Raacke den Forschungsschwerpunkt „GreenLab – Labor für nachhaltige Design-Strategien“. Seit Beginn des Wintersemesters 2023/24 lehrt sie als Professorin im Lehrgebiet Mode an der Hochschule für Gestaltung Offenbach am Main.
2014 initiierte Selmer gemeinsam mit Valeska Schmidt-Thomsen, Professorin für Modedesign an der Universität der Künste Berlin (UdK), local international, ein internationales Austauschprojekt für Mode-Designer mit dem Schwerpunkt Nachhaltigkeit. Das Projekt ist eine Kooperation des Goethe-Instituts Bangladesch, der Universität der Künste Berlin (UdK) und der Weißensee Kunsthochschule Berlin.

## Publikationen
- Zane Berzina: Green design 1.0. Projekte aus dem Greenlab. Hrsg.: Greenlab, Laboratory for Sustainable Design Strategies. Weißensee Kunsthochschule Berlin, Berlin 2014, ISBN 978-3-9814373-8-6 (Studienprojekte von 2010 bis 2013 - deutsch/englisch).
- Helen Carnac und Studenten: A Shared View - stitching together ideas in time: a walking project from students at weissensee kunsthochschule berlin. Greendesign 2.0. Hrsg.: Greenlab, Laboratory for Sustainable Design Strategies. Kunsthochschule Berlin, Berlin 2012, ISBN 978-3-9814373-2-4 (teilweise deutsch, teilweise englisch).